# 唯月一
唯月一（ゆづきいち）は、日本の漫画家・イラストレーター。10月15日生まれ。
主に、ボーイズラブ小説の表紙・挿絵や漫画、ゲームの原画などの仕事をしている。

## 関連作品

### 小説の表紙・挿絵

#### ミステリー小説
- 薬屋探偵妖綺談（高里椎奈著/講談社文庫）
- Mr.サイレント（早見裕司著/富士見ミステリー文庫）

#### 少女小説
- ヴェネチアに星降る（あくたむらさき著/集英社コバルト文庫）
- 少年は、二度太陽を殺す（和泉朱希著/角川ビーンズ文庫）
- パーティのその前に（久藤冬貴著/集英社コバルト文庫）
- 緑のアルダ（榎木洋子著/集英社コバルト文庫）
- ルードガール（小沼まり子著/集英社コバルト文庫）

#### ボーイズラブ小説
- 愛ノシツケ（松岡裕太著/ラピス文庫）
- 占いましょう（桃さくら著/徳間書店キャラ文庫）
- 王様ゲーム（染井吉乃著/小学館パレット文庫）
- 王子様は魔法使い（五百香ノエル著/小学館パレット文庫）
- 王朝春宵ロマンセ（秋月こお著/徳間書店キャラ文庫）
- 学園ラブパラダイス（水島忍著/角川ルビー文庫）
- 恋はひそやかに始まる（いとう由貴著/講談社X文庫ホワイトハート）
- スロウライフ（谷崎泉著/クロスノベル）
- …大好き（秋津京子著/講談社X文庫ホワイトハート）
- 爪先たててキスをして（野々原綾瀬著/角川ルビー文庫）
- 東京あまとりあ（鈴木あみ著/アイス文庫） - ただし、唯月一が担当したのは文庫版のみ。
- 花の戯れ（深山くのえ著/小学館パレット文庫）
- ひみつのトマト畑（夢乃咲実著/ビーボーイノベルス）
- 右手にメス左手に花束（椹野道流著/二見書房シャレード文庫） - ただし、唯月一が担当したのは3巻以後。
- 妖魔なオレ様と下僕な僕（椹野道流著/アズ･ノベルズ）
- RYOUMA（ゆらひかる/ダリア文庫）

### 漫画
- 王朝春宵ロマンセ（秋月こお原作、Chara Selection連載、キャラコミックス）
- 江崎家へようこそ（MAGAZINE BE-BOY連載、ビーボーイコミックス）

### ゲーム原画
- 神無ノ鳥（すたじおみりす team L←→R）
- Laughter Land（郎猫儿）

### ケータイサイト
- 陰陽師にお願い! a Secret Longing[1]（ナツメ） - キャラクターデザイン担当。